# Røyken
Røyken är en tätort i Askers kommun i Akershus fylke i Norge. I tätorten ingår orten Midtbygda som var den tidigare kommunen Røykens centralort.
I Røyken ligger Røykens kyrka, färdigbyggd 1229. I kyrkan finns en dopfunt som antas vara ännu äldre.

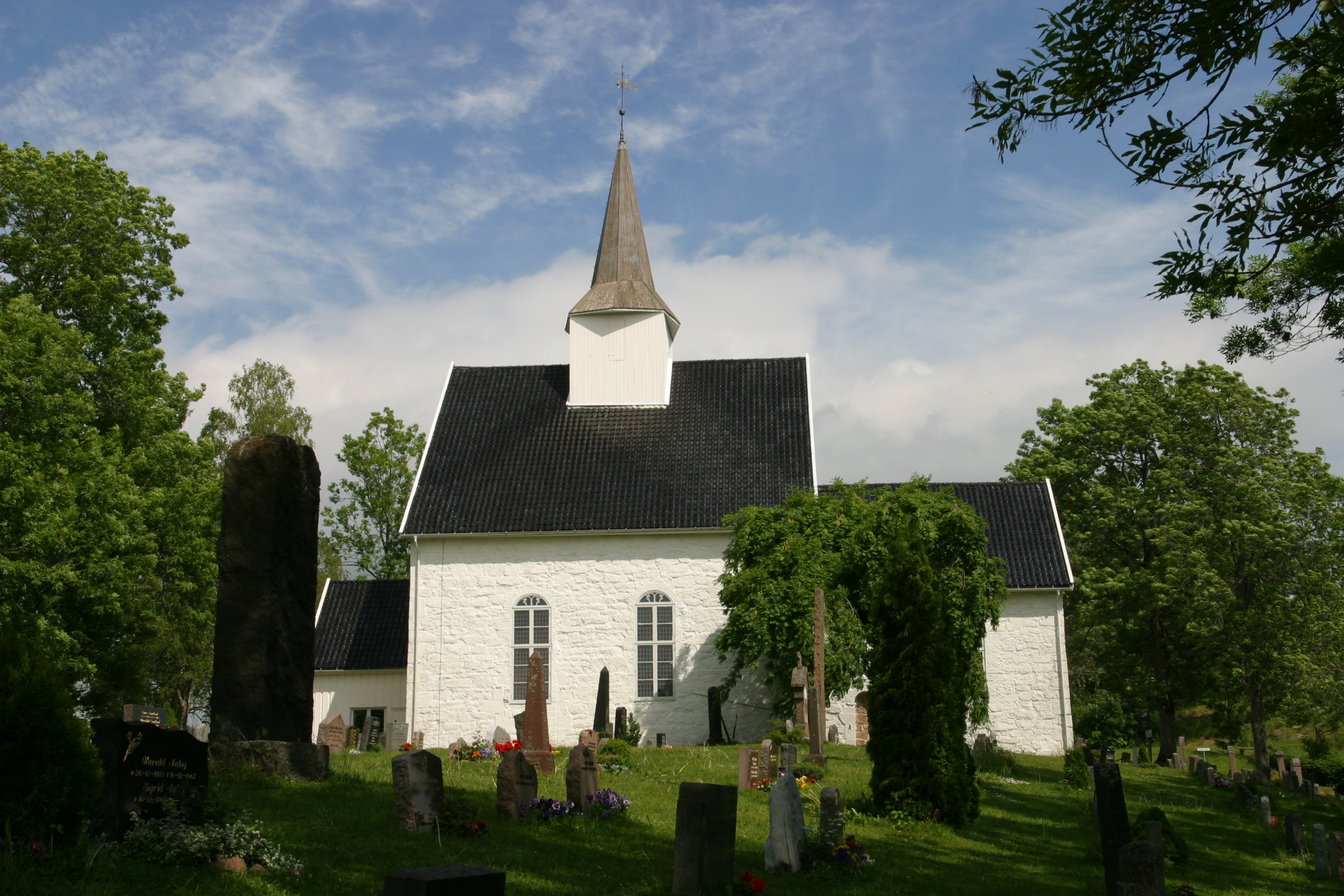
Røykens kyrka.